# Spondias tuberosa
El umbú (Spondias tuberosa) es un árbol xerófito de la familia de las anacardiáceas, nativo del sertón del nordeste de Brasil.

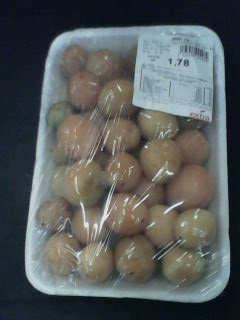
Fruto dispuesto para la venta

## Descripción
El tronco de color gris crece hasta 6 m de altura; tiene una copa en forma de sombrilla de 10 a 15 m de diámetro. Las raíces penetran hasta 1 m de profundidad y forman estructuras tuberosas denominadas xilopodios, donde almacenan agua y además mucílago, glucosa, tanino y almidón. Las hojas son verdes, alternas y compuestas. La inflorescencia es en panículas de 10 a 15 cm de longitud y flores son blancas y fragantes. El fruto es una drupa de corteza verde o amarilla con manchas, con un diámetro medio de 3 cm, pesa entre 10 y 20 g. Su pulpa es muy acuosa al madurar. Las semillas son redondas a ovaladas con 1,2 a 2,4 cm de diámetro y 1 a 2 g de peso.

## Usos
Tiene una gran importancia en la alimentación de la población de las zonas áridas del nordeste brasilero. Se consume ampliamente el fruto fresco o en jugos, mermeladas y helados con leche y azúcar en una preparación denominada "umbuzada". Además el xilopodio, al que además se atribuyen propiedades medicinales como antidiarreico. La hoja puede consumirse en ensaladas y a la corteza del tallo se le atribuyen propiedades medicinales. Fue llamado "árbol sagrado del sertón" por Euclides da Cunha.
La pulpa del fruto contiene vitaminas A y C, calcio, fósforo y hierro. Actualmente tanto el fruto fresco como la pulpa congelada son ampliamente comercializados en Brasil.

## Taxonomía
Spondias tuberosa fue descrita por Manoel Arruda da Cámara y publicado en Travels in Brazil 496. 1816.